# Malloneta guineensis
Malloneta guineensis är en spindelart som beskrevs av Simon 1902. Malloneta guineensis ingår i släktet Malloneta och familjen hoppspindlar. Inga underarter finns listade i Catalogue of Life.